# ジョージ・アダムソン
ジョージ・アダムソン（George Adamson、1906年2月3日 - 1989年8月20日）は、ケニアの野生動物保護学者である。

## 経歴
インドのイターワーでイギリス人の母とアイルランド人の父のもとに生まれ。 彼はイギリスのチェルトナムにあるディーン・クローズ・スクールで教育を受け、1924年に弟と一緒に、父親のケニアのコーヒー農園で働くようになった。両親の死後、彼は金の探鉱者、ヤギの商人、プロのサファリハンターとなった。狩猟監視官として働いた後、1938年にケニアの野生生物局に加わる。1942年に彼はフリーデリケ・ビクトリア・「ジョイ」・ゲスナーと出会い、1944年に結婚した。
彼と彼の妻のジョイは、彼らが育てた孤児のライオンの子のエルザの実話を基にした映画『ボーン・フリー』を製作し、また、同名の本がベストセラーになっている。アダムソン夫妻の人生を基にした他の映画もいくつか制作されている。
1989年にソマリアの密猟者に射殺されて死亡。犯人は逮捕されておらず未解決事件となっている。

## 出版書籍
- Bwana Game: The Life Story of George Adamson, Collins & Harvill (April 1968), ISBN 978-0-00-261051-3
  - 『ブワナ・エルザ』上下・藤原英司 (翻訳) 文藝春秋刊行 1968年
- A Lifetime With Lions, Doubleday (1st ed. in the U.S.A.) (1968), ASIN B0006BQAZW
- My Pride and Joy: Autobiography, The Harvill Press (22 September 1986), ISBN 978-0-00-272518-7
  - 『追憶のエルザ―ライオンと妻とわが生涯』（藤原英司 (翻訳)、光文社、1988年）